# 洛尔普-桑塔拉耶
洛尔普-桑塔拉耶（法語：Lorp-Sentaraille，法語發音：[lɔʁp sɑ̃taʁaj]）是法国阿列日省的一个市镇，属于聖日龍區。该市镇2009年时的人口为1,467人。
该市镇于1790-1794年间由洛尔普（Lorp）和桑塔拉耶（Sentaraille）两地合并而成。

## 人口
洛尔普-桑塔拉耶人口变化图示
| 数据来源：INSEE |